# Rona
Rona (zastarale a do roku 1943 oficiálně německy Roffna) je bývalá samostatná obec ve švýcarském kantonu Graubünden, okrese Albula. Žije zde  obyvatel.
Do roku 1998 byla Rona samostatnou obcí. 1. ledna 1998 se spojila s Tinizongem a vznikla tak nová obec Tinizong-Rona. Od roku 2016 patří obě obce k obci Surses.

## Geografie
Rona leží na silnici z Tiefencastelu do Silvaplany (silnice přes průsmyk Julierpass). 

## Historie
První zmínka pochází z roku 1330 jako Rouenam. Plán na vybudování přehrady v rovině okolo obce byl v roce 1912 zrušen. Rona byla do roku 1851 sousední obcí soudního okresu Oberhalbstein. Poté se vesnice Rieven pod názvem Rona stala samostatnou obcí, zatímco osada Ruegnas připadla k Tinizongu, který v roce 1910 odmítl první sloučení s Ronou, ačkoli obě obce sdílely kostel a školu v Ruegnas. Na počátku 21. století byla hospodářská struktura Rony charakteristická chovem dobytka, řemesly a cestovním ruchem.

## Obyvatelstvo
| Rok            | 1850 | 1900 | 1950 | 1980 | 1990 |
| Počet obyvatel | 131  | 88   | 121  | 29   | 58   |

### Jazyky
Původním jazykem místních obyvatel je surmiran, regionální dialekt rétorománštiny.

## Doprava
Obec leží na hlavní silnici č. 3 z Churu přes Lenzerheide a průsmyk Julierpass do Engadinu. Na této trase jezdí také autobusová linka Postauto, obsluhující Ronu.